# 신경독

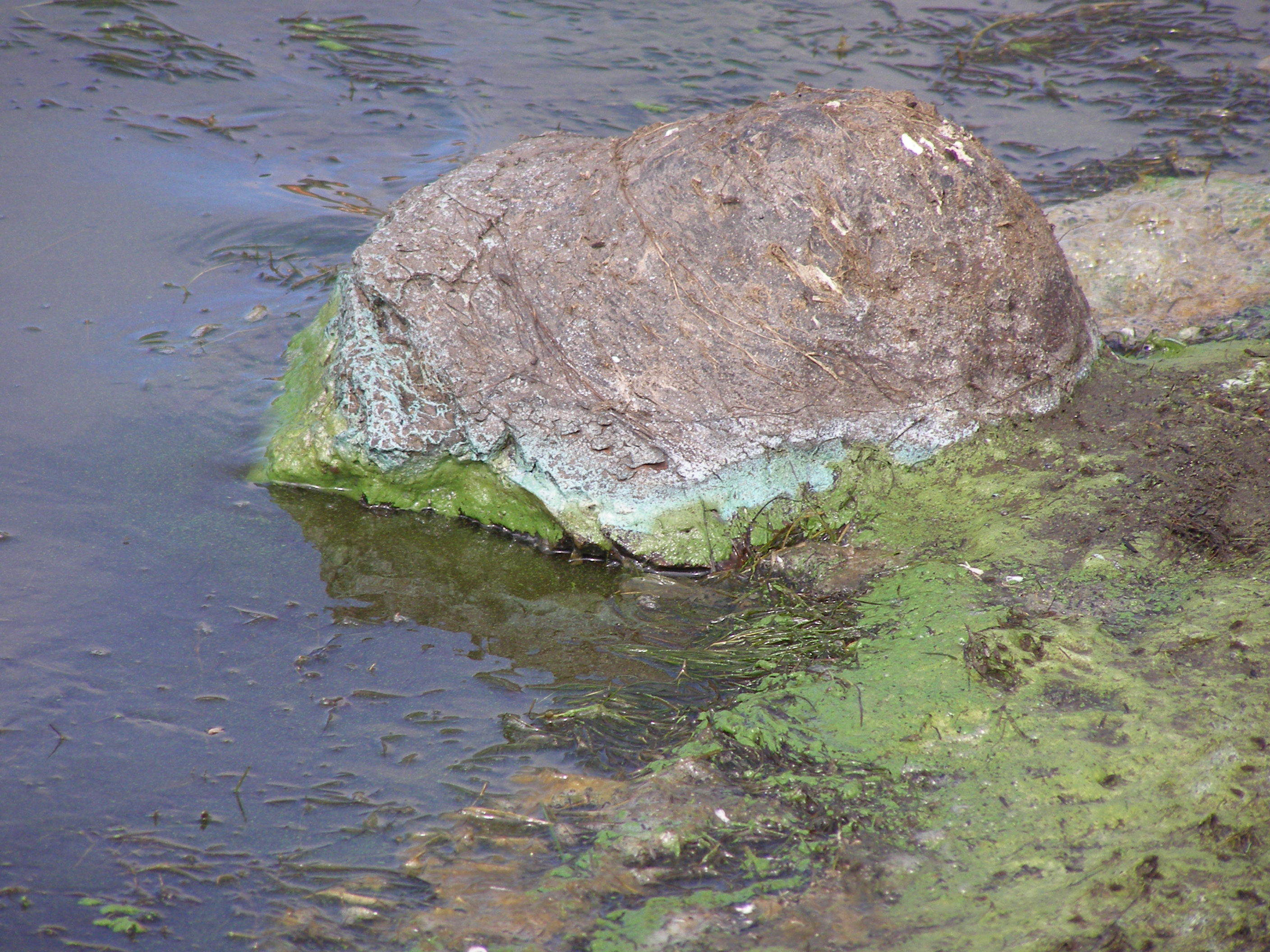
부영양화를 일으키는 녹조는 신경독을 함유한다.

신경독(神経毒, Neurotoxin)은 신경조직을 파괴하거나 신경에 독성이 있는 물질이다. 신경독은 신경조직의 발생과 성숙을 방해하는 역할을 할 수 있는 광범위한 종류의 외인성 화학적 신경학적 손상이다. '신경독'의 명칭은 또한 비정상적으로 접촉하면 신경학상으로 독이 되는 내인성 화합물을 분류하는 데에도 사용될 수 있다. 신경독은 종종 신경학적으로 파괴적이지만, 이들이 구체적으로 신경 요소를 겨냥하는 것은 신경계의 연구에 있어 중요하다.

## 종류
신경독의 흔한 예로는 납, 메탄올(산업용 알코올), 망가니즈, 글루탐산염, 산화질소(NO), 보툴리눔 독소(예를 들면 보톡스), 파상풍독소, 테트로도톡신 등이 있다. 산화질소나 그루탐산 같은 일부 물질들은 실은 신체가 정상적으로 기능하는 데 필수적이며, 과도하게 집중될 때에만 신경독의 효과가 나타난다.

## 작용 메커니즘
신경독은 세포 막을 건너는 이온의 집중에 대한 신경세포 조절을 막거나, 시냅스를 건너는 신경세포 사이의 연락을 못하게 한다. 신경독 노출의 지역 병리학에서는 종종 신경세포 흥분독성이나 세포자살을 포함하며, 신경 아교 세포의 손상을 포함하기도 한다. 신경독 노출의 거시적인 징후로는 지적 장애과 같은 광범위한 중추신경계 손상, 지속적인 기억력 장애, 뇌전증, 치매 등이 포함될 수 있다. 추가적으로, 말초신경증이나 근육병증 같은 신경독 영향하의 말초신경계 손상이 흔하다. 신경독으로 인한 손상 완화에는 항산화물질과 항독소의 투여와 같은 여러 치료 방법이 도움이 된다.

## 암살
맹독성의 신경독은 극미량으로도 사람을 살해할 수 있으며, 타살 흔적이 남지 않는게 보통이다. 가는 바늘의 독침을 사용한 경우에는, 시체에 바늘 자국도 남지 않아서, 외상 흔적이 전혀 없다.

## 같이 보기
- 비료
- 제초제
- 용매